# Schloss Pierrefonds

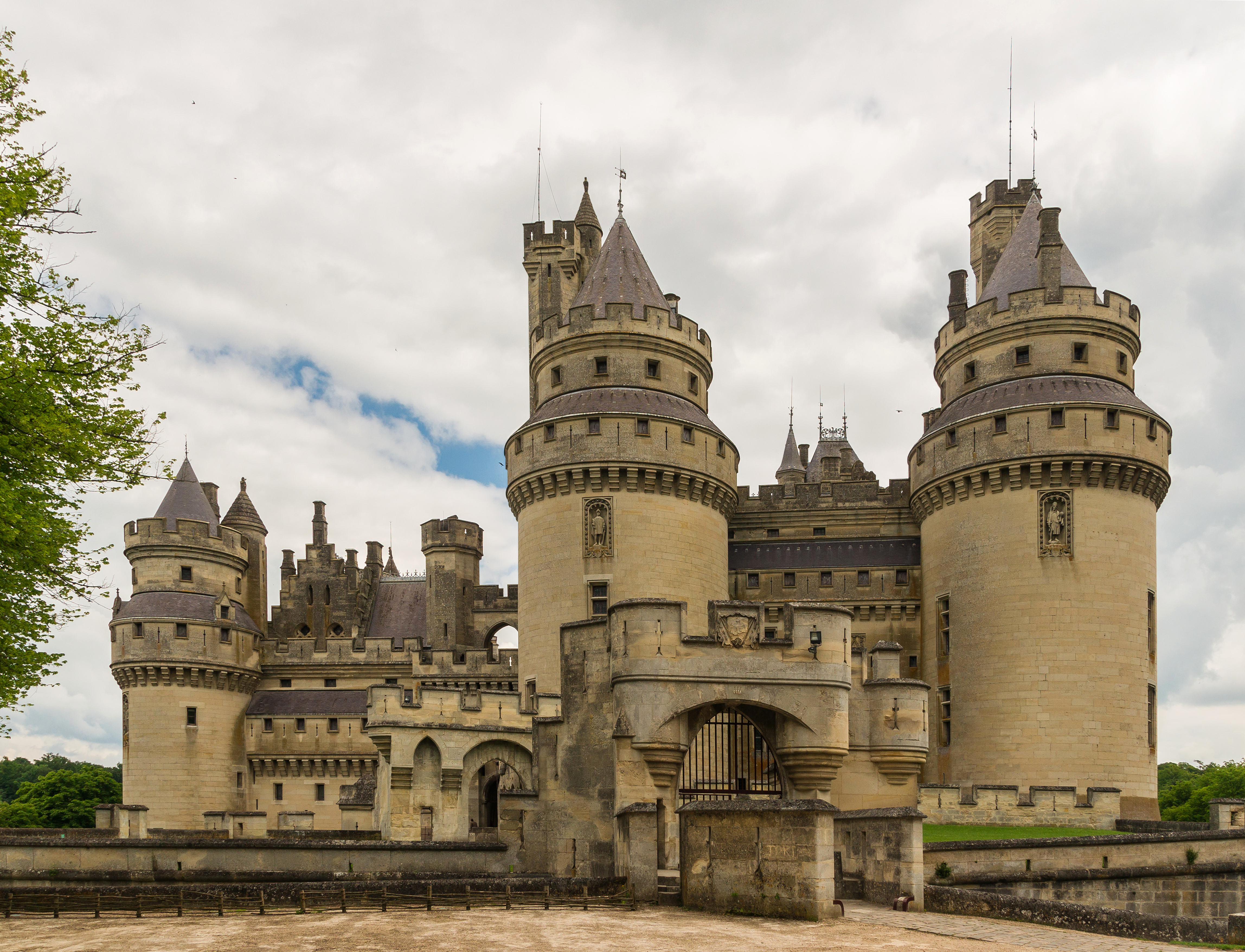
Schloss Pierrefonds

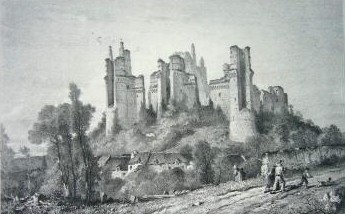
Schloss Pierrefonds als Ruine um 1860

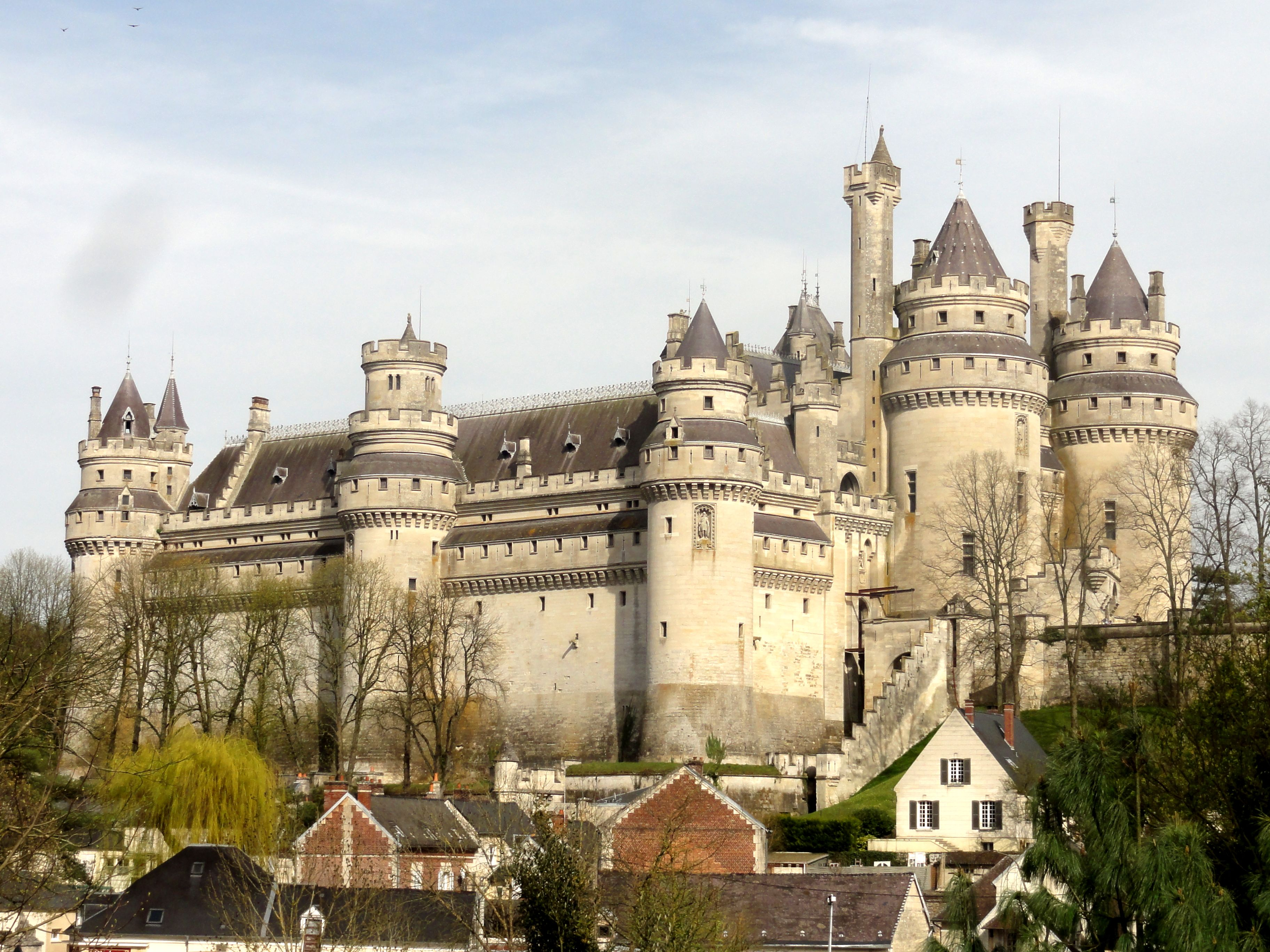
Blick von Südwest

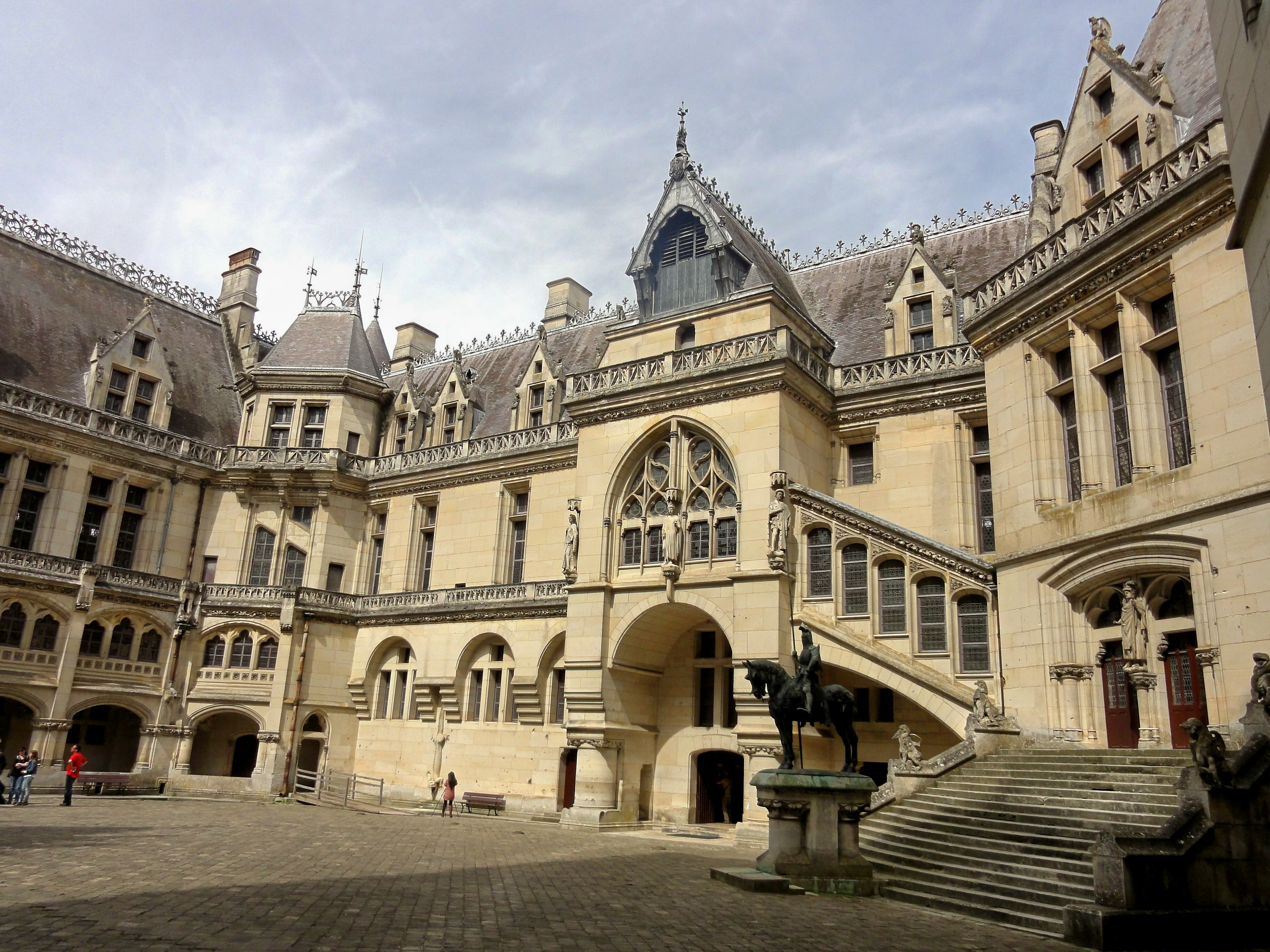
Schlosshof

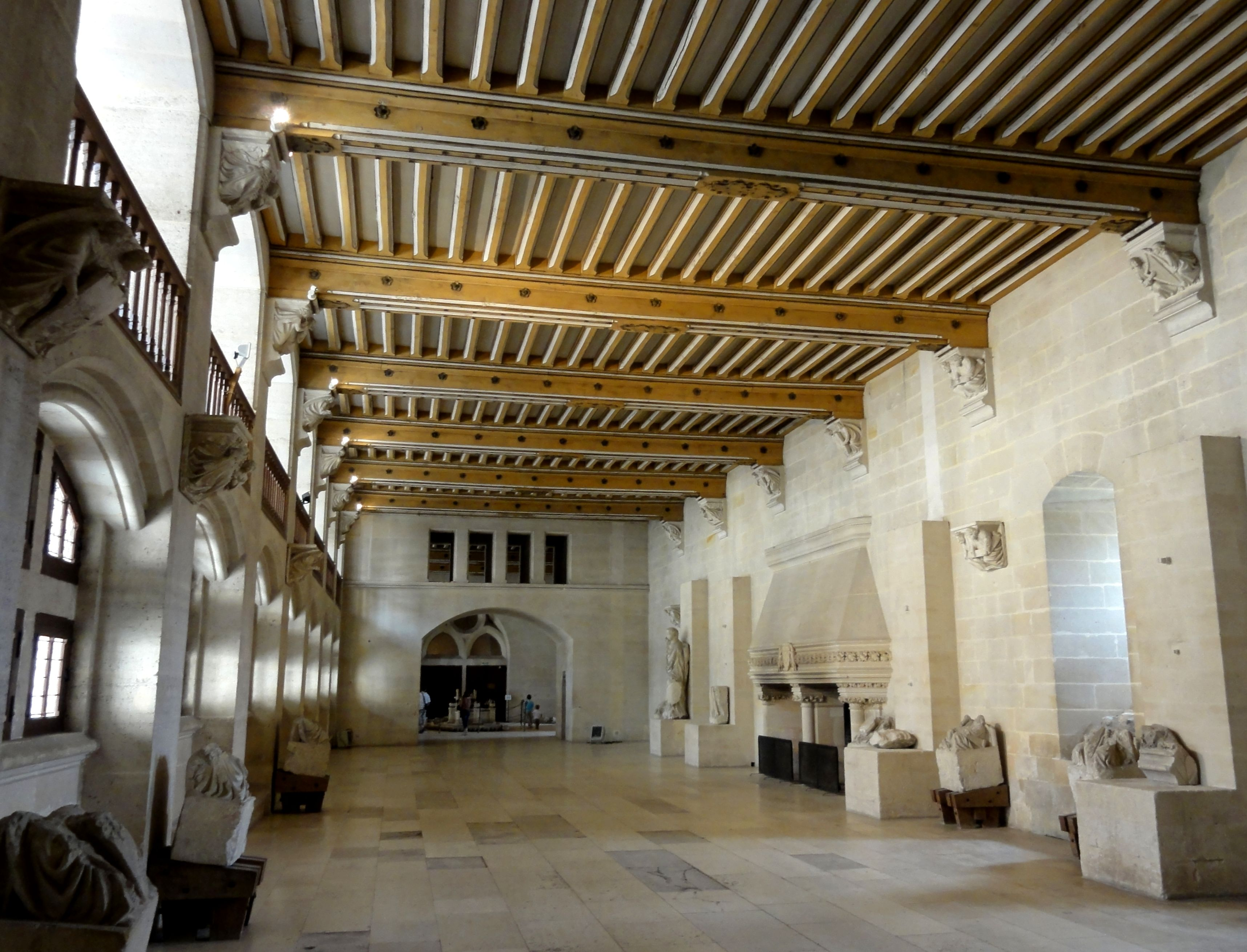
Gardesaal

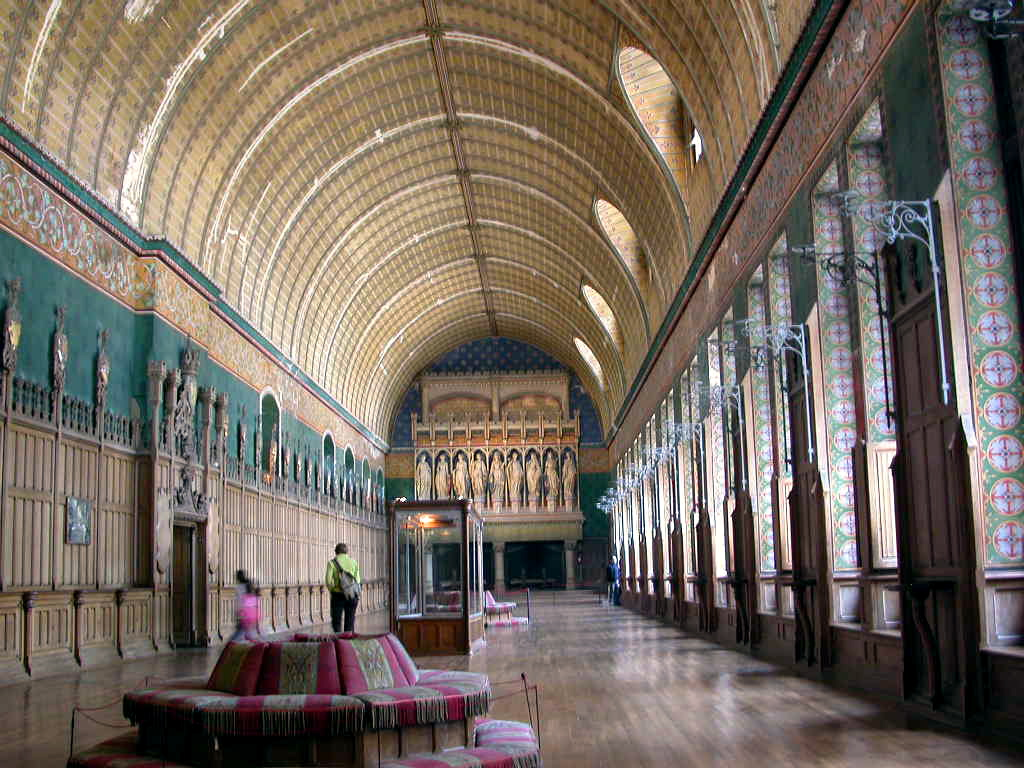
Heldensaal

Schloss Pierrefonds ist eine ursprünglich aus dem Mittelalter stammende Schlossanlage, die im 19. Jahrhundert von Eugène Viollet-le-Duc für Napoleon III. als Privatresidenz rekonstruiert und ausgebaut wurde.
Das Schloss steht in Pierrefonds im Département Oise, am südöstlichen Rand des Waldes von Compiègne nördlich von Paris. Seit 1848 steht es als Monument historique unter Denkmalschutz.

## Geschichte
Eine Burganlage ist an dieser Stelle im 12. Jahrhundert nachweisbar. 1392 erhob König Karl VI. die Grafschaft Valois, zu der Pierrefonds gehörte, zum Herzogtum und gab sie seinem Bruder Louis d’Orléans. 1393 bis 1407 wurde daraufhin für letzteren die Burg um- und ausgebaut. Leiter dieses Vorhabens war der Hofarchitekt Jean le Noir.
Im März 1617 wurde die Burg durch Truppen von Kardinal Richelieu belagert und eingenommen. Der damalige Burgherr François-Annibal d’Estrées, der Bruder Gabrielles d’Estrées, war Mitglied einer Gruppe unzufriedener französischer Adliger, die gegen den jungen König Ludwig XIII. aufbegehrten und von Henri II. de Bourbon angeführt wurden. Die Burg wurde daraufhin weitgehend, aber nicht vollständig zerstört.
Der Gebäudekomplex blieb über 200 Jahre Ruine. Napoleon Bonaparte erwarb ihn 1810 für weniger als 3000 Francs. Im August 1832 gab der Bürgerkönig Louis Philippe hier ein Bankett anlässlich der Heirat seiner Tochter Louise mit Leopold I. von Belgien. Jean-Baptiste Camille Corot malte die Ruine mehrfach zwischen 1834 und 1866.
Louis-Napoléon Bonaparte, der spätere Kaiser Napoleon III., besuchte die Burgruine 1850. 1857 gab er Eugène Viollet-le-Duc den Auftrag zur Rekonstruktion und Restaurierung. 1861 erweiterte er das Projekt. Auf der Basis der vorhandenen Ruinen sollte eine kaiserliche Residenz geschaffen werden. 
Im Sommer 1867 zeigte Napoleon III. dem bayerischen König Ludwig II., der anlässlich der Weltausstellung in Paris war, die Baustelle. Dieser wollte sich Anregungen für seinen geplanten Neubau in Neuschwanstein holen, nachdem er zwei Monate zuvor bereits die wiederaufgebaute Wartburg besichtigt hatte. 
Sechs Jahre nach dem Tod Viollet-le-Ducs 1885 kam es zum endgültigen Stillstand der Arbeiten, die schon durch den Sturz Napoléons III. 1871 unterbrochen worden waren.
Das denkmalgeschützte Schloss wird mitunter als Kulisse für Filmaufnahmen genutzt, zum Beispiel für den Film Der Mann in der eisernen Maske mit Leonardo DiCaprio, in den Jahren 2008 bis 2012 für die BBC-Serie Merlin – Die neuen Abenteuer.